# Saluki
Der Saluki ist eine von dem kynologischen Dachverband FCI anerkannte Hunderasse (FCI-Gruppe 10, Sektion 1, Standard Nr. 269). Als Ursprung der Rasse wird im englischsprachigen Standard Middle East angegeben.
Der Saluki oder Persischer Gazellen-Windhund ist ein Windhund vom orientalen Typ, der sich durch einen muskulösen, schlanken Körperbau auszeichnet. Ursprünglich wurde der Saluki für die Gazellenjagd und Hasenjagd gezüchtet. Salukis besitzen jedoch keinen Tötungstrieb, da es zwar ihre Aufgabe war die Gazelle zu fangen und am Boden zu halten,
aber nicht zu töten. Als Familienhunde sind sie eher ungeeignet sofern sie nicht Windhund-gerecht beschäftigt werden. Sie legen problemlos bis zu 20 km täglich zurück und entwickeln sich bei falscher Haltung zu Dauerbellern die ganze Einrichtungen zerlegen und leiden bereits beim Verlassen des Raumes unter Trennungsängsten.

## Herkunft
Die ältesten Darstellungen eines Saluki-ähnlichen Hundes stammen aus Deh Luran und Chuzestan, Iran und sind über 6000 Jahre alt. Weitere Motive finden sich in der bronzezeitlichen Königsstadt Susa heute Gawra Tepe nahe Schush, Iran. Dies passt auch zum archäologischen Befunden.
Nach derzeitigem Kenntnisstand sind sie aber genetisch nicht die Gründer der europäischen Windhund-Population wie dem Greyhound oder der Asiatischen Windhunde.

## Etymologie
Die Herkunft des Wortes Saluki ist die gleiche wie die des Wortes Sloughi. Im Arabischen sind es unterschiedliche Aussprachevarianten desselben Wortes, das Windhund bedeutet. Dies ist jedoch wahrscheinlich nur eine arabische Entlehnung.

## Geschichtliches
Die Rasse wird in ihren Ursprungsländern seit Jahrtausenden unter gleichen Bedingungen erhalten und war offenbar im damaligen Elam sehr beliebt, wovon die vielen Darstellungen zeugen. Sie sind gemeinsam mit dem Afghanen der Ursprung orientalischer Windhunde und waren von der Türkei über die Levante und Arabien bis nach Pakistan weit verbreitet. Möglicherweise sind sie eine der Vorfahren des pharaonischem Tesem und des heutigen Basenji, wobei noch andere Vorfahren beteiligt waren.
Ihre Zucht begann bereits vor der Zucht der berühmten Araberpferde.
Gute Jagd-Salukis werden in den Ursprungsländern der Rasse im Gegensatz zu anderen Hunden sehr geschätzt, weil sie historisch einiges zum Nahrungserwerb der Familie beitragen konnten. In der Literatur wird der Saluki deshalb auch als Geschenk Allahs bezeichnet. Die Salukis werden als Familienmitglieder angesehen und dürfen in den Zelten ihrer Herren schlafen. Sie wurden bei den Beduinen nur als Gastgeschenke weiter gereicht, weshalb sie bei Besuchen oft versteckt wurden.
in einem ersten, 1923 veröffentlichen Standard alle Rassen, ob glatthaarig oder befedert wurde er entsprechen der arabischen Tradition Saluqi genannt.
Der heutige Saluki geht auf den Import der englischen Lady Florence Amherst zurück, die die ersten Salukis 1897 aus Ägypten mit brachte. Zwischen 1905 und 1917 ließ sie ihre drei Stammhündinnen mit fast 60 Welpen ins Zuchtbuch eintragen. Aufgrund der begrenzten Zucht fordern Genetiker zur Erhaltung der genetischen Varianz nicht nur das Aufgeben aller Formen der Inzucht, sondern auch auf die Champion- und Elitezucht zu verzichten.

## Beschreibung
Der Saluki wird bis 71 cm groß und wird in den zwei Schlägen befedert und kurzhaarig gezüchtet, wobei der befederte Schlag häufiger ist. Er unterscheidet sich durch die längere Behaarung (Befederung) an den Beinen, der Rute und den Ohren bei sonst kurzem Körperhaar vom kurzhaarigen Saluki, bei dem die gesamte Körperbehaarung einschließlich Rute und Ohren einheitlich kurz und glatt ist.
Beide Fellformen kommen in den Farben creme, schwarz, chocolate (braun), rot (mit und ohne schwarzen Ohrfransen), black & tan/black & silver (schwarz mit loh/schwarz mit silber), fawn (rehfarben, sand), gescheckt, tricolor und grizzle aller Variationen vor, bei fast allen Farbvarietäten mit oder ohne Maske. Auch weiße Salukis gibt es, wenn auch selten, aber sie sind zu den Schecken zu zählen, da irgendwo am Körper ein dunkler Fleck zu finden ist (sogenannte Extremschecken). Bei wirklich reinweißen Salukis dürfte es sich ansonsten um Mutationen oder extrem helle Cremes handeln.